# Kløfta
Kløfta est un village situé dans la municipalité d'Ullensaker dans le comté d'Akershus en Norvège. Il a une population de plus de 6 000 habitants. La principale prison de Norvège, la prison Ullersmo, y est située.

## Toponymie
Traduit littéralement, le nom du village signifie « la fourche ». Ce toponyme est surement dû au carrefour de trois routes menant à Oslo, Trondheim et Kongsvinger.